# هفت خواهران نفتی
هفت خواهران نفتی (به انگلیسی: Seven Sisters)، اصطلاحی است که بازرگان ایتالیایی، انریکو ماتایی که بعدها در راس شرکت نفتی انی قرار گرفت، در دهه ۱۹۵۰ میلادی ابداع کرد. وی از این اصطلاح، برای توصیف ۷ شرکت نفتی که «کنسرسیوم نفت ایران» را تشکیل می‌دادند، استفاده نمود. این کارتل، از اواسط دهه ۱۹۴۰ تا اواخر دهه ۱۹۷۰ میلادی، صنعت نفت جهان را تحت سلطه خود داشت.
قبل از بحران نفتی سال ۱۹۷۳ اعضای هفت خواهران، کنترل بیش از ۸۵٪ درصد از ذخایر نفت جهان را، در اختیار داشتند اما در دهه‌های اخیر، تسلط این شرکت‌ها و جانشینان آنان، در نتیجه نفوذ کارتل اوپک و نیز افزایش نقش شرکت‌های نفتی دولتی، در بازار اقتصادهای در حال ظهور، کاهش یافت.

## ترکیب و تاریخچه
در سال ۱۹۵۱ صنعت نفت ایران ملی اعلام شد. نفت ایران که تا پیش از آن، در انحصار کامل شرکت نفت ایران و انگلیس (در حال حاضر بی‌پی) بود، پس از آن، نفت ایران در بازار بین‌المللی، تحریم شد. در تلاش برای انتقال دوباره نفت تولیدی ایران، به بازارهای بین‌المللی، وزارت امور خارجه ایالات متحده آمریکا، پیشنهاد ایجاد یک کنسرسیوم از شرکت‌های بزرگ نفتی را نمود. سپس شرکت‌های زیر «کنسرسیوم نفت ایران» را تشکیل می‌دادند:
- شرکت نفت ایران و انگلیس (در حال حاضر بی‌پی): شرکت نفت ایران و انگلیس به بریتیش پترولیوم تغییر نام داد. پس از ادغام شرکت آموکو (یا استاندارد اویل ایندیانا) و بعدها شرکت آرکو، با بریتیش پترولیوم، این نام، به بی‌پی تغییر یافت.
- گلف اویل: در سال ۱۹۸۴ شورون شرکت گلف اویل را خرید.[۵] بخشی از دارایی‌های این شرکت را نیز، کمپانی بی‌پی خریداری کرد. شبکه‌ای از جایگاه‌های پمپ بنزین گلف اویل در شمال شرقی ایالات متحده، هنوز هم با نام تجاری گلف، فعال است.
- رویال داچ شل (درحال حاضر شل پی‌ال‌سی)
- استاندارد اویل کالیفرنیا (درحال حاضر شِوْرون): در سال ۱۹۸۴ به شورون تغییر نام داد.
- استاندارد اویل نیوجرسی (در حال حاضر اکسان): بعدها به اکسون تغییر نام داد و در سال ۱۹۹۹ در پی خرید شرکت موبیل و ادغام دو شرکت؛ کمپانی جدید اکسون‌موبیل نام گرفت.
- استاندارد اویل نیویورک (در حال حاضر اکسان‌موبیل): بعدها به سوکونی و سپس به موبیل تغییر نام داد. در سال ۱۹۹۹ اکسون آن را خرید که با ادغام آنها، شرکت اکسون‌موبیل تشکیل شد.[۶]
- تکزاکو (درحال حاضر شِوْرون): در سال ۲۰۰۱ شورون آن را خرید و در پی ادغام دو شرکت، شورون-تکزاکو تشکیل شد. این شرکت چندی بعد به شورون تغییر نام داد.

## هفت خواهران نفتی جدید
فایننشال تایمز، با استفاده از نام «هفت خواهران نفتی جدید»، برای توصیف گروهی از تأثیرگذارترین شرکت‌های ملی نفت و گاز کشورهای خارج از سازمان همکاری و توسعه اقتصادی، استفاده نمود. این گروه، از شرکت‌های زیر تشکیل شده‌است:
- شرکت ملی نفت چین
- گازپروم
- شرکت ملی نفت ایران
- پتروبراس
- پترولئوس دی ونزوئلا
- پتروناس
- سعودی آرامکو